# Shohei Kiyohara
Shohei Kiyohara (清原 翔平 Kiyohara Shohei?), född 25 juni 1987 i Hokkaido prefektur, är en japansk fotbollsspelare.
Kiyohara började sin karriär 2010 i Sagawa Shiga FC. 2013 flyttade han till Zweigen Kanazawa. Han spelade 105 ligamatcher för klubben. Efter Zweigen Kanazawa spelade han för Cerezo Osaka och Tokushima Vortis. Han gick tillbaka till Zweigen Kanazawa 2018.